# Đội tuyển bóng đá trong nhà quốc gia Các Tiểu vương quốc Ả Rập Thống nhất
Đội tuyển bóng đá trong nhà quốc gia Các Tiểu vương quốc Ả Rập Thống nhất được điều hành bởi Hiệp hội bóng đá Các Tiểu vương quốc Ả Rập Thống nhất, cơ quan quản lý bóng đá trong nhà ở Các Tiểu vương quốc Ả Rập Thống nhất và đại diện cho đất nước tại các giải đấu bóng đá trong nhà quốc tế

## Thành tích các giải đấu

### Giải vô địch bóng đá trong nhà thế giới
- 1989 - Không tham dự
- 1992 - Không tham dự
- 1996 - Không tham dự
- 2000 - Không tham dự
- 2004 - Không tham dự
- 2008 - Không tham dự
- 2012 - Không vượt qua vòng loại
- 2016 - Không vượt qua vòng loại

### Giải vô địch bóng đá trong nhà châu Á
- 1999 - Không tham dự
- 2000 - Không tham dự
- 2001 - Không tham dự
- 2002 - Không tham dự
- 2003 - Không tham dự
- 2004 - Không tham dự
- 2005 - Không tham dự
- 2006 - Không tham dự
- 2007 - Không tham dự
- 2008 - Không tham dự
- 2010 - Không tham dự
- 2012 - Vòng bảng
- 2014 - Không tham dự
- 2016 - Không vượt qua vòng loại
- 2018 - Không vượt qua vòng loại